# James Scott (hudebník)
James Sylvester Scott (12. února 1885 – 30. srpna 1938) byl afroamerický skladatel ragtimeů a klavírista. Je považován za jednoho ze tří nejvýznamnějších skladatelů klasického ragtime, společně s Scottem Joplinem a Josephem Lambem.

## Život a kariéra
Narodil se v Neosho, Missouri Jamesi Scottovi Sr. a Molly Thomas Scott, oba bývalí otroci. V roce 1901 se jeho rodina přestěhovala do Kartága, Missouri, kde navštěvoval Lincoln High School. V roce 1902 začal pracovat v hudebním obchodě Charlese L. Dumarse, nejprve umýval okna, pak začal hrát na klavír včetně jeho vlastních kusů. Poptávka po jeho hudbě přesvědčila Dumarse, aby vytiskl první z Scottových publikovaných kompozic "A Summer Breeze - March and Two Step" v roce 1903. Do roku 1904 byly vydány a dobře prodávány dvě další skladby od Scotta, "Fascinator March" a "On the Pike March", ale nestačilo to, aby se Dumars udržel v podnikání a brzy společnost přestala vydávat.
V roce 1904 James Scott napsal "On the Pike", který se odkazuje na polovinu St. Louis světového veletrhu 1904.
Ragtimoví historici Rudi Blesh a Harriet Janis uvádějí, že Scott šel do St. Louis, Missouri v roce 1905 při hledání svého idolu Scotta Joplina. Našel Joplina a zeptal se, jestli by si poslechl jednu z jeho kompozic. Po vyslechnutí ragtimu ho Joplin představil svému vydavateli Johnovi Stillwellovi Starkovi a doporučil mu, aby skladbu vydal. Stark ji publikoval o rok později jako "Frog Legs Rag". To se rychle stalo hitem a bylo druhé v prodeji v katalogu Stark za Joplinovou vlastní "Maple Leaf Rag". Scott se stal pravidelným přispěvatelem do katalogu Stark do roku 1922.
V roce 1914 se Scott přestěhoval do Kansas City, Missouri, kde se oženil s Norou Johnsonovou, učil hudbu a doprovázel němé filmy jako varhaník a aranžér v divadle Panama. Ti, kteří ho znali, si připomínají, že divadelní dílo je velkou částí jeho činnosti. Jeho bratranec Patsy Thomas si vzpomíná: "Každý ho nazval" Malým profesorem ". Vždycky kráčel rychle, díval se na zem - minul tě na ulici a nikdy tě neviděl - zdálo se, že je vždy hluboce zamyšlený."
Scott se v posledních letech svého života zabýval výukou, skladáním a vedením osmičlenné kapely, která hrála v různých pivních barech a kinech. S příchodem zvukových filmů však jeho bohatství kleslo. Ztratil divadelní práci, jeho žena zemřela bez dětí a jeho zdraví se zhoršilo. Přestěhoval se se svým bratrancem Ruth Callahanem do Kansas City v Kansasu a přesto, že trpěl chronickou vodnatelností, pokračoval v komponování a hraní na klavír. Scott zemřel v nemocnici Douglas 30. srpna 1938 ve věku 52 let a byl položen vedle své ženy na Westlawnském hřbitově.
Mezi nejznámější skladby Jamese Scotta patří "Climax Rag", "Frog Legs Rag", "Grace and Beauty", "Ophelia Rag" a "The Ragtime Oriole".